# Il potere politico nasce dalla canna di un fucile

Modello di francobollo cinese, non ufficializzato, riproducente la frase

Il potere politico nasce dalla canna del fucile (in lingua cinese 枪杆子里面出政权 ) è una celebre frase coniata dal leader comunista cinese Mao Zedong. La frase fu usata originariamente da Mao durante una riunione di emergenza del Partito Comunista Cinese (PCC) il 7 agosto 1927, all'inizio della guerra civile cinese.
Mao utilizzò questa frase una seconda volta il 6 novembre 1938, durante il suo discorso conclusivo alla sesta sessione plenaria del sesto Comitato centrale del PCC. Il suo discorso riguardava sia la guerra civile in corso che la seconda guerra sino-giapponese, iniziata l'anno precedente.
Nel 1960, una parte del discorso del 1938 fu estratta e inclusa nelle Opere scelte di Mao, con il titolo "Problemi della guerra e della strategia". Tuttavia, la frase centrale è stata ampiamente resa popolare grazie alla sua importanza nelle Citazioni del presidente Mao Tse-Tung (1964), più note come Libretto rosso.

## Testo della sesta sessione plenaria
Di seguito è riprodotto il paragrafo del discorso del 1938 contenente la frase centrale (evidenziata in grassetto), citata come originaria dal discorso del 1938, riportato ne le Opere scelte di Mao Tse-Tung :
(Mao Zedong,  Problems of War and Strategy)